# Rare (casa discografica)
La Rare è stata una casa discografica francese, di proprietà della Barclay.

## Storia
La Rare venne fondata all'inizio degli anni sessanta in Francia, per iniziativa di Eddie Barclay, uno dei più importanti produttori discografici francesi, con l'obiettivo di produrre e lanciare nuovi cantanti e gruppi musicali.
Nei primi anni di attività l'etichetta si dedicò al beat, ampliando però ben presto il repertorio ad altri generi.
In Italia, l'etichetta aveva una sede a Milano ed era gestita da Gian Piero Simontacchi; oltre che pubblicare edizioni italiane di artisti francesi (come Michele Laurent o i Pop Tops, spagnoli che però incisero spesso in Francia) ha avuto sotto contratto anche artisti italiani come Vanna Brosio, Andrea Mingardi, Don Backy, Ombretta Colli o Piero Focaccia; come per la Barclay, la distribuzione in Italia per molti anni è stata curata dalla Jolly, e a partire dagli anni settanta dalla Dischi Ricordi.

## Dischi pubblicati in Italia
Per la datazione ci si basa sull'etichetta del disco, o sul vinile o, infine, sulla copertina, qualora nessuno di questi elementi avesse una datazione, ci si basa sulla numerazione del catalogo, se esistenti, sono riportati oltre all'anno il mese e il giorno (quest'ultimo dato si trova, a volte, stampato sul vinile).
Il prefisso del catalogo è stato, fino ai primi mesi del 1969, SIF NP; Nel corso dell'anno è stato cambiato in RAR NP.

### 33 giri
| Numero di catalogo | Anno | Artista                           | Titolo                                                         |
| ------------------ | ---- | --------------------------------- | -------------------------------------------------------------- |
| RAR LP 55004       | 1970 | Fausto Cigliano e Mario Gangi     | Napoli concerto                                                |
| RAR LP 55005       | 1970 | Fausto Cigliano e Mario Gangi     | Napoli concerto - Napoli, sole, luna e mare                    |
| RAR LP 55006       | 1970 | Fausto Cigliano e Mario Gangi     | Napoli concerto - Napoli e l'amore                             |
| RAR LP 55007       | 1970 | Fausto Cigliano e Mario Gangi     | Napoli concerto - Napoli romantica                             |
| RAR LP 55008       | 1970 | Fausto Cigliano e Mario Gangi     | Napoli concerto - Napoli antica                                |
| RAR LP 55010       | 1970 | Latins 80                         | Foglie gialle all'imbrunire                                    |
| RAR LP 55011       | 1971 | Nuova Compagnia di Canto Popolare | Nuova Compagnia di Canto Popolare                              |
| RAR LP 55012       | 1971 | Max Onorari                       | Fatti di vita                                                  |
| RAR LP 55013       | 1972 | Piero Ezio e Tino                 | Mi chiamo Piero                                                |
| RAR LP 55015/55016 | 1972 | Nuova Compagnia di Canto Popolare | Nuova Compagnia di Canto Popolare                              |
| RAR LP 55017       | 1972 | Fausto Cigliano e Mario Gangi     | Napoli concerto - Le stagioni, i sentimenti, estate-inverno    |
| RAR LP 55018       | 1972 | Fausto Cigliano e Mario Gangi     | Napoli concerto - Le stagioni, i sentimenti, primavera-autunno |
| RAR LP 55019       | 1972 | Guido Ballo                       | Metràpolis                                                     |
| RAR LP 55020       | 1972 | Roberto Sanesi                    | Viaggio verso il nord                                          |

### 45 giri
| Numero di catalogo | Anno | Artista          | Titolo                                                     |
| ------------------ | ---- | ---------------- | ---------------------------------------------------------- |
| SIF NP 77501       | 1967 | Christophe       | Io prego, e pregherò/Occhi blu                             |
| SIF NP 77503       | 1967 | Plinio Maggi     | La mano nella mano/Calda estate                            |
| SIF NP 77506       | 1968 | Kim Arena        | Che cosa farai/Bruna o bionda                              |
| SIF NP 77509       | 1968 | Dave             | L'amore è il re/Io e le mie canzoni                        |
| SIF NP 77510       | 1968 | Ombretta Colli   | La sigaretta/Lo yo yo                                      |
| SIF NP 77511       | 1968 | Roberta Mazzoni  | La nostra favola/un'ora basterà                            |
| SIF NP 77512       | 1968 | Kim Arena        | Tu vorresti, io vorrei/Lamia vita brucerò                  |
| SIF NP 77514       | 1969 | I Corvi          | Ama/No bugie no                                            |
| SIF NP 77518       | 1969 | Christophe       | Un mondo di parole/Storie su di te                         |
| SIF NP 77520       | 1969 | Rita             | Love/Sexologie                                             |
| SIF NP 77522       | 1969 | Alec             | Un amore a New York/Lena                                   |
| RAR NP 77527       | 1969 | Ombretta Colli   | Ti amo... io di più/Scientificamente                       |
| RAR NP 77529       | 1969 | Ombretta Colli   | La mia mama/Lui di qua, lei di là                          |
| RAR NP 77530       | 1970 | Christophe       | Gelsomina/Gli occhi del cuore                              |
| RAR NP 77531       | 1970 | Piero Focaccia   | Permette signora/Suono la fisarmonica                      |
| RAR NP 77532       | 1970 | Roberta Mazzoni  | Un angelo a metà/Paraperazum bum bum                       |
| RAR NP 77533       | 1970 | I Nottambuli     | Jenni/Eternità                                             |
| RAR NP 77535       | 1970 | Massimo Vessella | Lucienne/Se tu per un attimo                               |
| RAR NP 77536       | 1970 | Gilles Marchal   | Noi vivremo per lui/La ballata di Buddy River              |
| RAR NP 77538       | 1970 | Mike Kennedy     | Louisiana/The lover                                        |
| RAR NP 77539       | 1970 | Daliah Lavi      | Love Song/Best To Forget                                   |
| RAR NP 77540       | 1970 | Daliah Lavi      | Love Song/Meglio dimenticare                               |
| RAR NP 77541       | 1970 | Ivana Borgia     | La mia testa gira/L'ora di piangere                        |
| RAR NP 77542       | 1970 | Fausto Cigliano  | Ossessione '70/Similitudine                                |
| RAR NP 77543       | 1970 | Ombretta Colli   | La mia moto/Capita                                         |
| RAR NP 77546       | 1971 | Andrea Mingardi  | Basta una volta/Cosa farei senza di te                     |
| RAR NP 77547       | 1971 | Piero Focaccia   | Porfirio Villarosa/Teresa non sparare                      |
| RAR NP 77551       | 1971 | Piero Focaccia   | S. Antonio, S. Francisco/Eva Eva Eva                       |
| RAR NP 77552       | 1971 | Piero Focaccia   | Gangster's party/Suono la fisarmonica                      |
| RAR NP 77553       | 1971 | Luciano Beretta  | Ma che tempi/La voglia di fragola                          |
| RAR NP 77554       | 1971 | Daliah Lavi      | Schwabadaba daba/Schwabadaba daba                          |
| RAR NP 77555       | 1971 | Piero Focaccia   | Zacchete/Succede                                           |
| RAR NP 77556       | 1971 | Daliah Lavi      | Perché non torni/Questo è l'amore                          |
| RAR NP 77557       | 1971 | Fausto Cigliano  | La fiducia/L’indifferenza                                  |
| RAR NP 77559       | 1971 | Michel Laurent   | Sedendo e aspettando/È lei...è lei...                      |
| RAR NP 77561       | 1971 | Mike Kennedy     | Look up in the sky/Louisiana                               |
| RAR NP 77562       | 1971 | Pop Tops         | Mamy Blue/Road To Freedom                                  |
| RAR NP 77564       | 1971 | Pop Tops         | Mamy Blue/Road To Freedom                                  |
| RAR NP 77565       | 1971 | Vanna Brosio     | Te lo dirò in confidenza/Veleno                            |
| RAR NP 77567       | 1971 | Carlo Alberto    | You gave me love/Morire insieme                            |
| RAR NP 77573       | 1972 | Piero Focaccia   | Il sabato a ballare/La spia                                |
| RAR NP 77575       | 1971 | Pop Tops         | Suzanne Suzanne/Happiness ville                            |
| RAR NP 77576       | 1971 | Computers        | Amore no/Diglielo tu a mamma mia                           |
| RAR NP 77577       | 1972 | Massimo Vessella | Il tempo/Lasciatemi solo                                   |
| RAR NP 77578       | 1972 | Vanna Brosio     | Oggi, domani, sempre/L'amore è un'invenzione               |
| RAR NP 77579       | 1972 | Golgatha         | Dies irae/Children's game                                  |
| RAR NP 77580       | 1972 | Don Backy        | Folcacchio's story/Una rosa, una rosa, una rosa e una rosa |
| RAR NP 77581       | 1972 | Pop Tops         | Hideway/Walk Along By The Riverside                        |
| RAR NP 77582       | 1972 | Fausto Cigliano  | Roma/Questa non la conosci                                 |
| RAR NP 77585       | 1973 | Tony Benn        | I'm Blind/Mary Rose                                        |
| RAR NP 77586       | 1973 | Pop Tops         | Angeline/Walk Along By The Riverside                       |
| RAR NP 77587       | 1973 | Carmen Amato     | Dove andrai/Alza gli occhi sono qui                        |